# Ataenius cochabambae
Ataenius cochabambae är en skalbaggsart som beskrevs av Zdzisława Stebnicka 2005. Ataenius cochabambae ingår i släktet Ataenius och familjen Aphodiidae. Inga underarter finns listade.